# Atlas (hueso)
El atlas es el nombre que recibe el hueso más alto de toda la columna vertebral, siendo este la primera vértebra cervical (C1). Esta vértebra, que al articularse con el hueso occipital sostiene la cabeza, recibió su nombre al ser comparada con el titán Atlas quien como castigo tenía que sostener el cielo sobre sus hombros en la mitología griega.

## Características
Por delante se encuentra el arco más corto del hueso y en las masas laterales se observa que en la cara superior presenta una superficie que tradicionalmente se ha descrito como en forma de suela de zapato, conocida como cavidad glenoidea. En el atlas podemos distinguir, entre otros, el arco anterior, arco posterior, dos masas laterales, tubérculo anterior, tubérculo posterior y apófisis transversas.

## Arco anterior
El arco anterior se une por sus dos raíces (izquierda y derecha) con las caras anteriores de las masas laterales y así describe una curva cuya concavidad es posterior. Cuenta con un borde superior, el cual se une al occipital por medio del ligamento (membrana) atlanto-occipital anterior, el borde inferior se une con el axis por medio del ligamento atlanto-axial anterior. Dicho arco presenta una cara anterior en la cual observamos en la línea media una saliente: el tubérculo anterior del atlas, donde toman inserción ciertos músculos de la región prevertebral. La cara posterior del arco anterior es cóncava en su totalidad, localizamos en la línea media una depresión en forma ovalada, con su eje mayor en sentido vertical, se llama fosita odontoidea y como su nombre indica en ella se articula la apófisis odontoides del axis (más exactamente la cara anterior de dicha apófisis odontoides), participando así en la articulación atlanto-axial mediana.

## Arco posterior
El arco posterior es más largo que el anterior, se implanta mediante sus dos raíces en las caras posteriores de las masas laterales, describe una curva de concavidad anterior. Su borde superior sirve de inserción al ligamento (membrana) atlanto-occipital posterior. En su borde inferior se inserta el ligamento atlanto-axial posterior, al cual se le puede considerar el primero en la serie de los ligamentos amarillos de la columna vertebral. 
La cara anterior del arco posterior es cóncava, forma la pared posterior del foramen vertebral a este nivel, sin embargo el arco anterior no forma el límite anterior del foramen vertebral en el ser vivo pues debido a la presencia del proceso odontoideo del axis y del ligamento transverso del atlas tenemos que la médula espinal se halla en contacto por su cara anterior con la articulación atlanto-axial medial, lo anterior es de vital importancia pues en caso de alguna fractura a nivel de dicha articulación, el «diente» del axis hace protrusión en el conducto raquídeo y justo en ese trayecto la médula espinal hace transición con la médula oblongada, la cual puede resultar lesionada y debido a la presencia del centro cardiorrespiratorio se produce una muerte súbita. La cara posterior presenta en la línea media el tubérculo posterior el cual puede o no ser bífido, en él se presentan las inserciones de varios músculos de la región nucal, el recto posterior menor de la cabeza, por ejemplo.

## Masas laterales
Las masas laterales se asemejan de cierta forma a un cubo, por lo que se les estudian 6 caras. En la cara anterior se implanta el arco anterior. En la cara posterior se implanta el arco posterior. La cara medial constituye la pared lateral del foramen vertebral, en su tercio anterior encontramos un tubérculo, en dicho tubérculo toma inserción el ligamento transverso del atlas. La cara superior tiene forma de suela de zapato o cacahuate, es la cavidad glenoidea, mira hacia arriba y medialmente, cóncava en todos los sentidos, recibe al cóndilo occipital correspondiente. La cara inferior mira hacia abajo y medialmente, se articula con la apófisis articular superior del axis. 
La cara lateral presenta la apófisis transversa, que cuenta con dos raíces (anterior y posterior) por medio de las cuales se une a la masa lateral propiamente, presentan dichas apófisis el agujero transverso, por donde pasa la arteria vertebral, terminan en un tubérculo. Justo por encima de la unión del arco posterior con la masa lateral hallamos un surco, el surco de la arteria vertebral, la cual después de abandonar el agujero transverso hace una curva y se coloca en dicho surco para después perforar la membrana atlanto-occipital posterior y entrar así al conducto raquídeo.

## Imágenes adicionales

Forma y posición del atlas (se muestra en rojo), como se ve desde arriba. La cabeza ósea se muestra en semitransparente.
Una animación representando a la vértebra.
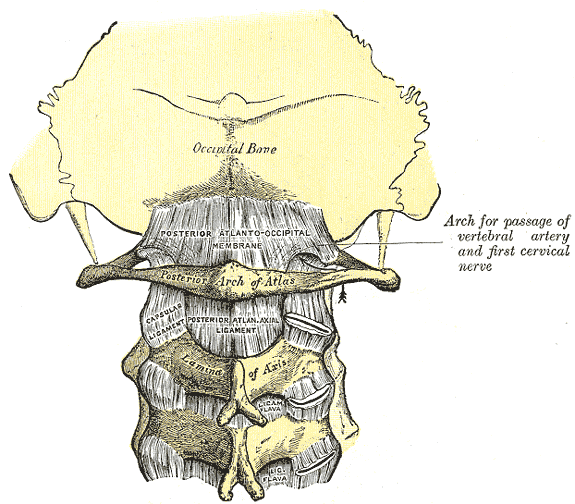
Membrana atlantooccital y ligamento atlantoaxial. El atlas se halla en el centro.
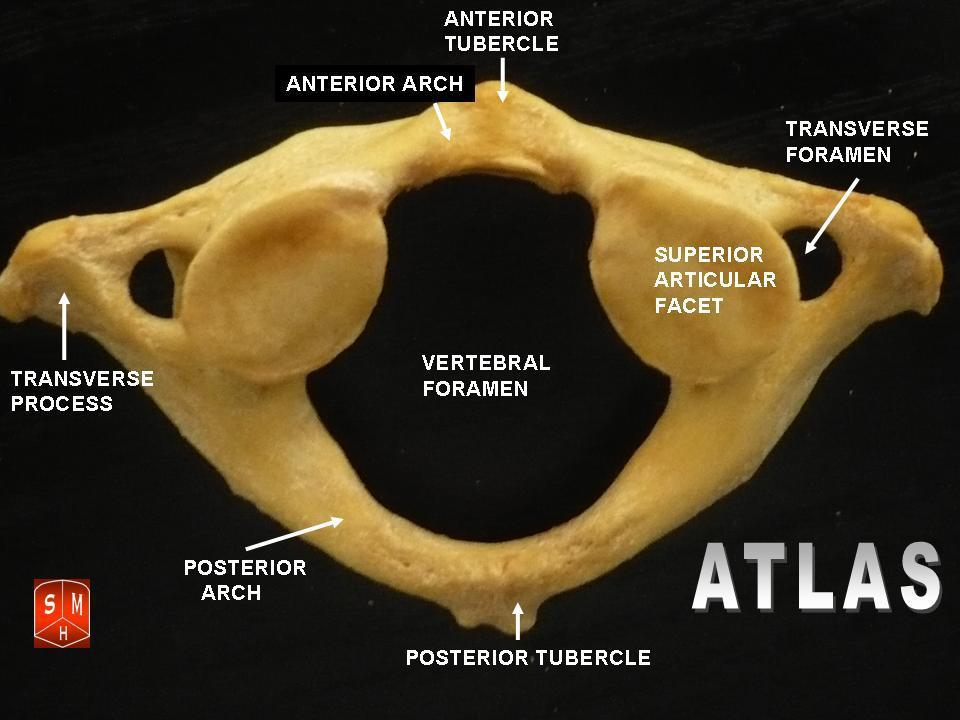
Una fotografía de la vértebra en cuestión, vista superior.
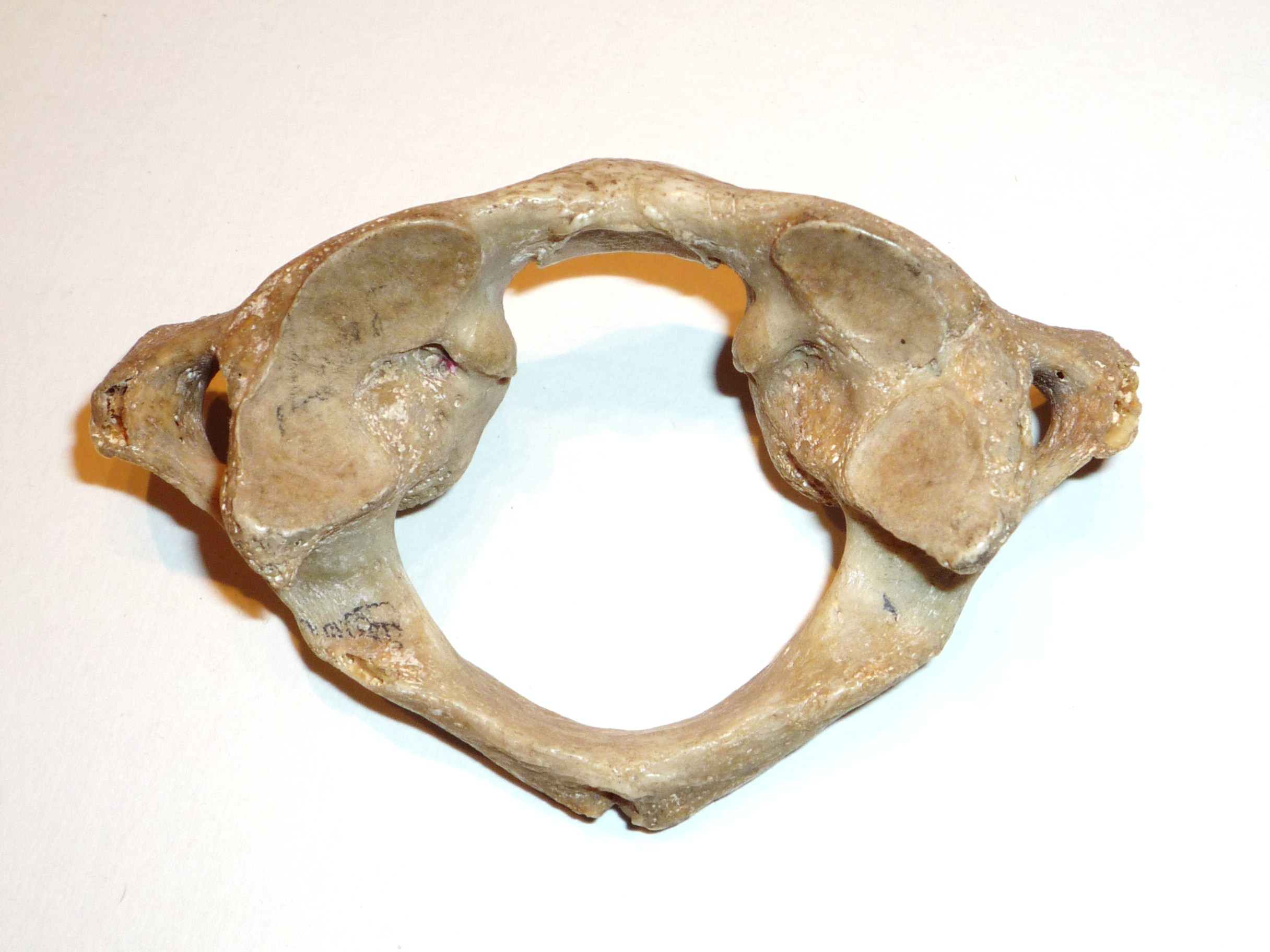
El atlas visto desde arriba.
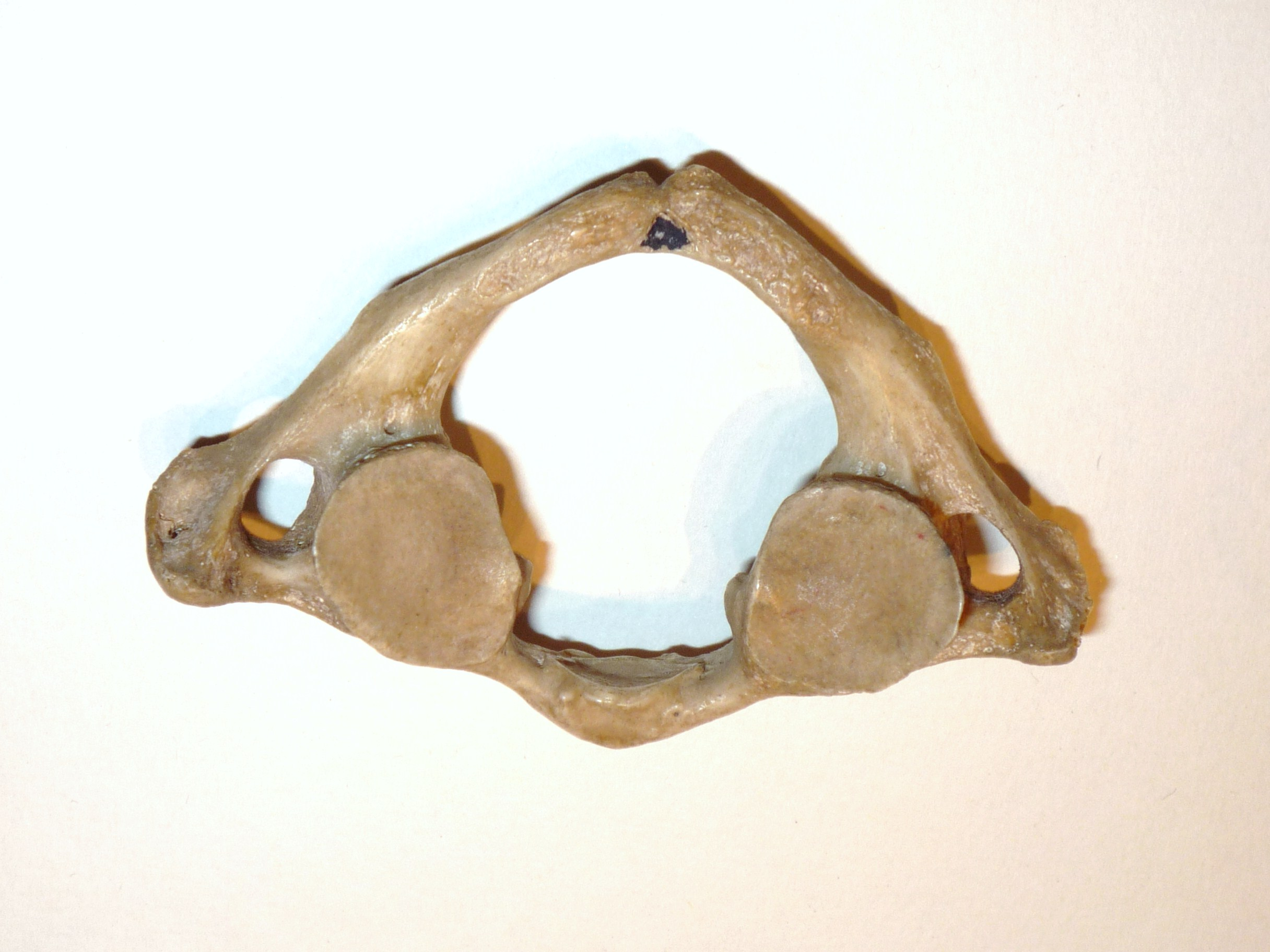
El atlas visto desde abajo.